# Frederick Whitaker
Sir Frederick Whitaker (ur. 23 kwietnia 1812 w Bampton, zm. 4 grudnia 1891 w Wellington) – nowozelandzki prawnik i polityk, dwukrotnie pełnił funkcję premiera Nowej Zelandii (gdy była jeszcze brytyjską kolonią) i aż sześciokrotnie sprawował urząd jej prokuratora generalnego.
Dzieciństwo i młodość spędził w swej rodzinnej Anglii, gdzie ukończył prawo i mając 27 lat uzyskał uprawnienia do wykonywania zawodu adwokata. Wkrótce potem wyjechał do Australii, skąd szybko przeniósł się do Nowej Zelandii. Początkowo orzekał ja sędzia niskiego szczebla, potem powrócił do praktyki adwokackiej. W latach 1845–1846 po raz pierwszy zasiadał w Radzie Legislacyjnej kolonii. W 1853 trafił tam ponownie, zaś rok później został głównym prawnikiem administracji prowincji Auckland.
W 1856 pierwszy premier Nowej Zelandii, Henry Sewell, mianował go prokuratorem generalnym kolonii. Pełnił ten urząd w ekipach kolejnych premierów przez pięć lat, po czym wrócił do pracy adwokata. Po upadku gabinetu Alfreda Dometta w 1863, powierzono mu misję tworzenia nowego rządu. Podobnie jak wielu premierów okresu wojen maoryskich, toczył zacięte boje z brytyjskim gubernatorem o to, jak mają przebiegać działania zbrojne i kto ma sprawować nadzór nad żołnierzami. Po nieco ponad roku sprawowania władzy uznał, że najlepszym wyjściem będzie złożenie dymisji.
W 1865 został superintendentem Prowincji Auckland (szefem administracji lokalnej) i pełnił ten urząd do 1867. Równocześnie w latach 1866–1867 zasiadał w parlamencie. Następnie na dziewięć lat wyłączył się z czynnego życia politycznego. Powrócił w 1876, aby ponownie został członkiem parlamentu i prokuratorem generalnym. W 1877 stracił swój urząd, ale pełnił go ponownie i 1887–1890. W latach 1882–1883 sprawował też ponownie funkcję premiera. W 1884 otrzymał Order św. Michała i św. Jerzego. Zmarł w 1891.